# ゲイリー・ペイトン2世
ゲイリー・ドウェイン・ペイトン2世（Gary Dwayne Payton II, 1992年12月1日 - ）は、アメリカ合衆国ワシントン州シアトル出身のプロバスケットボール選手。NBAのゴールデンステート・ウォリアーズに所属している。ポジションはポイントガード。
父はバスケットボール殿堂入りの名ポイントガードで、シアトル・スーパーソニックスなどで活躍したゲイリー・ペイトンである。

## 経歴
2012年にユタ州のソルトレイク・コミュニティーカレッジに入学したが、2014年に父の母校にあたるオレゴン州立大学に転校。Pac-12の1stチーム、ディフェンスチーム、最優秀守備選手に2年連続で選出され、親子２代揃ってチームをNCAA男子バスケットボールトーナメントに導く快挙を達成する。更に、年間最優秀ポイントガードに贈られるボブ・クージー賞候補の最終選考に残るなど 、同大学の中心選手として活躍したが、2016年のNBAドラフトでは、どのチームからも指名を受けることは出来なかった。
同年夏のNBAサマーリーグでヒューストン・ロケッツの一員として参加。9月23日にロケッツとトレーニングキャンプに関する契約を締結。28日に正式に選手契約を結んだ が、開幕ロースターに残ることが出来ず、10月24日に解雇。解雇後に傘下のリオグランデバレー・バイパーズに送られ、NBA入りを目指すことになった。そしてDリーグで51得点を記録したペイトンは、2017年4月1日にミルウォーキー・バックスと契約し、NBA入りが実現した。
2017年10月14日、バックスから解雇されるが、3日後の17日に再びバックスとツー・ウェイ契約を結ぶが、12月18日に再び解雇された。
2018年1月15日、ロサンゼルス・レイカーズとツー・ウェイ契約を結んだ。シーズン最終戦となった4月12日のロサンゼルス・クリッパーズ戦でキャリアハイとなる25得点を記録した。
2019年12月23日、ワシントン・ウィザーズに移籍。
2021年4月8日、ゴールデンステート・ウォリアーズと10日契約を結んだ。4月19日にウォリアーズと2度目の10日契約を締結。そのままシーズン終了までの契約を勝ち取る。2021-22シーズンも開幕ロースターを勝ち取り、10月24日のサクラメント・キングス戦では、ベンチ出場ながら10得点を記録し、敵地で119-107の勝利に貢献した。シーズンが進むにつれて出場時間を増やした。カンファレンスセミファイナルのメンフィス・グリズリーズ戦で肘を骨折して、ファイナルまで欠場した。チームが勝ち進む中、地域貢献に尽力した選手に贈られるNBAコミュニティ・アシストアワードを受賞した。チームはNBAファイナルに進み、第2戦から復帰。出場5試合で、フィールドゴール成功率59.1%、平均7得点を記録するなど、ベンチからの貴重な戦力としてチームの優勝に貢献。父のシニアとともにチャンピオンリングを獲得したこととなった。
シーズン終了後、FAとなると、ポートランド・トレイルブレイザーズと3年総額2600万ドルの契約を結んだ。開幕後はオフの手術の影響で35試合を欠場し出遅れたが、年明けに復帰した。
トレードデッドライン当日の2月9日、ホークス、ピストンズ、ウォリアーズ、ブレイザーズが絡む四角トレードでジェームズ・ワイズマン、2巡目指名権5つとの交換によりウォリアーズに復帰するというトレードがまとまったが、メディカルチェックの際に故障が発覚。ブレイザーズはこのことを隠していたとしてトレードは破談になりかけたが、結局ウォリアーズが怪我を承知の上で獲得するということで話がまとまり、ウォリアーズに復帰した。2023-24シーズン、故障の影響で僅か44試合の出場に終わった。
2024-25シーズン、3月11日のポートランド・トレイルブレイザーズ戦でキャリアハイを更新する26得点を記録した。

## 個人成績

### NBA

#### レギュラーシーズン
| シーズン | チーム | GP  | GS | MPG  | FG%  | 3P%  | FT%   | RPG | APG | SPG | BPG | PPG |
| -------- | ------ | --- | -- | ---- | ---- | ---- | ----- | --- | --- | --- | --- | --- |
| 2016–17  | MIL    | 6   | 0  | 16.5 | .364 | .111 | .600  | 2.0 | 2.2 | .5  | .7  | 3.3 |
| 2017–18  | MIL    | 12  | 6  | 8.8  | .394 | .167 | .667  | 1.4 | .8  | .3  | .1  | 2.5 |
| 2017–18  | LAL    | 11  | 0  | 10.5 | .415 | .308 | .167  | 2.5 | 1.1 | .4  | .2  | 3.5 |
| 2018–19  | WAS    | 3   | 0  | 5.3  | .625 | .500 | ---   | .7  | 1.3 | 1.0 | .3  | 3.7 |
| 2019–20  | WAS    | 29  | 17 | 14.9 | .414 | .283 | .500  | 2.8 | 1.7 | 1.1 | .2  | 3.9 |
| 2020–21  | GSW    | 10  | 0  | 4.0  | .769 | .500 | .750  | 1.1 | .1  | .6  | .1  | 2.5 |
| 2021–22† | GSW    | 71  | 16 | 17.6 | .616 | .358 | .603  | 3.5 | .9  | 1.4 | .3  | 7.1 |
| 2022–23  | POR    | 15  | 1  | 17.0 | .585 | .529 | 1.000 | 2.6 | 1.5 | 1.1 | .1  | 4.1 |
| 2022–23  | GSW    | 7   | 0  | 16.0 | .607 | .444 | .667  | 4.3 | 1.1 | .9  | .6  | 5.7 |
| 2023–24  | GSW    | 44  | 0  | 15.5 | .563 | .364 | .609  | 2.6 | 1.1 | .9  | .4  | 5.5 |
| 2024–25  | GSW    | 62  | 11 | 15.0 | .574 | .326 | .711  | 3.0 | 1.3 | .8  | .3  | 6.5 |
| 通算     | 通算   | 270 | 51 | 14.9 | .557 | .340 | .625  | 2.8 | 1.2 | 1.0 | .3  | 5.5 |

#### プレーオフ
| シーズン | チーム | GP | GS | MPG  | FG%  | 3P%  | FT%  | RPG | APG | SPG | BPG | PPG |
| -------- | ------ | -- | -- | ---- | ---- | ---- | ---- | --- | --- | --- | --- | --- |
| 2022†    | GSW    | 12 | 2  | 16.9 | .659 | .533 | .667 | 3.1 | 1.3 | 1.2 | .6  | 6.5 |
| 2023     | GSW    | 12 | 3  | 16.0 | .667 | .267 | .667 | 3.7 | .8  | .7  | .5  | 6.8 |
| 2025     | GSW    | 11 | 1  | 16.4 | .447 | .391 | ---  | 2.2 | 1.5 | .9  | .0  | 4.6 |
| 通算     | 通算   | 35 | 6  | 16.4 | .593 | .396 | .667 | 3.0 | 1.2 | .9  | .4  | 6.0 |

### カレッジ
| シーズン | チーム | GP | GS | MPG  | FG%  | 3P%  | FT%  | RPG | APG | SPG | BPG | PPG  |
| -------- | ------ | -- | -- | ---- | ---- | ---- | ---- | --- | --- | --- | --- | ---- |
| 2014–15  | OSU    | 31 | 30 | 36.3 | .485 | .293 | .663 | 7.5 | 3.2 | 3.1 | 1.2 | 13.4 |
| 2015–16  | OSU    | 32 | 32 | 34.3 | .486 | .314 | .642 | 7.8 | 5.0 | 2.5 | 0.5 | 16.0 |
| 通算     | 通算   | 63 | 62 | 35.3 | .485 | .302 | .652 | 7.7 | 4.1 | 2.8 | 0.8 | 14.7 |

## 家族
ペイトンには4人の兄弟がおり、その中に「ゲイリー・ペイトン・ジュニア」という兄がいる。そのため自身は「ゲイリー・ペイトン2世」と名付けられた。
父親の番号という事もあって背番号20を避けており、多くのチームで背番号0を選んでいる。なお、ウィザーズで20を着けていた理由は「既に20のユニフォームが用意されていて断れなかったから」との事である。
オレゴン州立大学でシニアの背番号20は永久欠番になっており、2世は背番号1を着けていた。父親も息子の応援のため度々観戦に訪れていたが、2世にとって大学最後のホームゲームとなるシニアデーのワシントン州立大学戦でサプライズとして背番号20のユニフォームで登場して父親を初めとした観客を驚かせた。（試合は2世の13得点の活躍もあって勝利）次のUSC戦からは再び背番号1に戻したため1試合限りのサプライズだったが、オレゴン州立大学で最後に背番号20を着けた選手はゲイリー・ペイトン・シニアからゲイリー・ペイトン2世に更新された。